# IC 1626
IC 1626 ist ein offener Sternhaufen im Sternbild Tukan. Das Objekt wurde am 27. November 1900 von DeLisle Stewart entdeckt.